# Smržov (Boemia meridionale)
Smržov è un comune della Repubblica Ceca facente parte del distretto di Jindřichův Hradec, in Boemia Meridionale.